# Tipula (Vestiplex) subapterogyne
Tipula (Vestiplex) subapterogyne is een tweevleugelige uit de familie langpootmuggen (Tipulidae). De soort komt voor in het Oriëntaals gebied.